# TV ZAK
ZAK TV je jedna z největších regionálních televizí v ČR. V Plzeňském a Karlovarském kraji vysílá již od roku 1996. Každý den mohou diváci sledovat aktuální zpravodajství, rozhovory se zajímavými hosty a publicistické pořady z celého regionu. ZAK TV vysílá v HD kvalitě a podle posledních průzkumů má téměř 300 000 diváků týdně.
V roce 2020 došlo ke změně v majetkové struktuře Zak TV, jejímž většinovým vlastníkem je EURONOVA GROUP. V lednu tohoto roku došlo k fůzi společnosti West Bohemia Broadcasting (obchodní zastoupení) se společností Zak TV.

## Skladba vysílání
Každý den je zde vysíláno aktuální zpravodajství a publicistické pořady. Věnuje se také regionálním tématům, na která celostátní televize nemají prostor.